# مولوي عمر
مولوي سعيد محمد المعروف باسم مولوي عمر هو أحد كبار قادة طالبان باكستان، أسرته قوات الأمن الباكستانية في أغسطس 2009. وكان حينها متحدثًا باسم حركة طالبان باكستان ومقرب من بيت الله محسود.
تم القبض على عمر أثناء سفره مع اثنين من زملائه في مديرية مهمند للمناطق القبلية الباكستانية بالقرب من الحدود مع أفغانستان، وفي عام 2008 ادعت الحكومة الباكستانية خطأً أنه قُتل في تفجير في باجور.

## روابط خارجية
- المتحدث السابق باسم طالبان قُبض عليه في مهمند